# الحجف (الخبت)

تعديل مصدري - تعديل

الحجف هي إحدى قرى عزلة نمرة بمديرية الخبت التابعة لمحافظة المحويت، بلغ تعداد سكانها 1296 نسمة حسب تعداد اليمن لعام 2004.